# Provinciale weg 243
De provinciale weg N243 loopt van de N194 bij Avenhorn naar de N242 bij Alkmaar. Tot 2018 liep de N243 verder naar de A7 tot aansluiting Avenhorn (A7) bij Hoorn. Door het wegenproject N23, een nieuwe verbinding tussen Heerhugowaard, Hoorn, Lelystad en Kampen, werd de N243 verbreed naar 2x2 rijstroken tussen de A7 en Avenhorn. Om de doorgaande route te benadrukken tussen Hoorn en Heerhugowaard is het nieuwe nummer N194 ingevoerd. Daarbij is het gedeelte van de N243 tussen de A7 en Avenhorn sinds 2018 onderdeel geworden van de N194. 
De N243 loopt langs:
- Avenhorn
- Schermerhorn
- Stompetoren

N23 · N194 · N196 · N197 · N198 · N199 · N200 · N201 · N202 · N203 · N204 · N205 · N206 · N207 · N208 · N209 · N210 · N211 · N212 · N213 · N214 · N215 · N216 · N217 · N218 · N219 · N220 · N221 · N222 · N223 · N224 · N225 · N226 · N227 · N228 · N229 · N230 · N231 · N232 · N233 · N234 · N235 · N236 · N237 · N238 · N239 · N240 · N241 · N242 · N243 · N244 · N245 · N246 · N247 · N248 · N249 · N250 · N307

N401 · N402 · N403 · N404 · N405 · N406 · N407 · N408 · N409 · N410 · N411 · N412 · N413 · N414 · N415 · N416 · N417 · N418 · N419 · N420 · N421 · N439 · N440 · N441 · N442 · N443 · N444 · N445 · N446 · N447 · N448 · N449 · N450 · N451 · N452 · N453 · N454 · N455 · N456 · N457 · N458 · N459 · N460 · N461 · N462 · N463 · N464 · N465 · N466 · N467 · N468 · N469 · N470 · N471 · N472 · N473 · N474 · N475 · N476 · N477 · N478 · N479 · N480 · N481 · N482 · N483 · N484 · N487 · N488 · N489 · N490 · N491 · N492 · N493 · N494 · N495 · N496 · N497 · N498 · N501 · N502 · N503 · N504 · N505 · N505 (Andijk) · N506 · N507 · N508 · N509 · N510 · N511 · N512 · N513 · N514 · N515 · N516 · N517 · N518 · N519 · N520 · N521 · N522 · N523 · N524 · N525 · N526 · N527 · N806 · N830 · N848

Cursief vermelde wegen zijn voormalige Provinciale wegen